# MAL : Mutant aquatique en liberté
Pour les articles homonymes, voir MAL.
Pour plus de détails, voir Fiche technique et Distribution.
MAL : Mutant aquatique en liberté (DeepStar Six) est un film de science-fiction réalisé par Sean S. Cunningham et sorti en 1989. Il met en scène les mésaventure de l'équipage d'une plate-forme nucléaire aquatique expérimentale qui est menacé par une créature sous-marine inconnue.
Le film reçoit à sa sortie des critiques globalement négatives et ne rencontre pas de succès commercial.

## Synopsis
DeepStar Six est une installation expérimentale de l'US Navy basée en haute mer américaine. L'équipage est composé de 11 personnes, dont des militaires et des civils, est entame sa dernière semaine. Le projet, dirigé par John Van Gelder, vise à tester des méthodes de colonisation sous-marine, tout en supervisant l'installation d'une nouvelle plateforme de stockage de missiles nucléaires. Déjà proche de son échéance, les plans de Van Gelder sont menacés lorsque le géologue Burciaga découvre un immense système de cavernes sous le site. Van Gelder ordonne l'utilisation de grenades sous-marines pour faire effondrer la caverne, au grand désarroi du Dr Scarpelli, qui souhaite étudier l'écosystème potentiellement primordial à l'intérieur.
La détonation provoque un effondrement de la zone et une fissure massive dans le fond océanique. Les pilotes du sous-marin Sea Crab, Osborne et Hodges, envoient une sonde pour explorer la zone mais perdent rapidement le contact. les deux hommes s'aventurent alors à la poursuite de l'engin. Après avoir trouvé la sonde, le sonar détecte une immense masse inconnue. Ils sont peu après attaqués et tués par une entité invisible. Celle-ci attaque ensuite la nacelle d'observation Sea Star, laissant Joyce Collins et Burciaga piégés à l'intérieur. Alors que Sea Star est au bord du ravin, le capitaine Laidlaw et le pilote du sous-marin McBride — qui est également l'amant de Collins — tentent de les sauver. Ils parviennent à arrimer la nacelle mais arrivent trop tard pour sauver Burciaga. Ils portent secours à Joyce Collins, mais la porte instable du sas se referme sur Laidlaw. Gravement blessé, il se sacrifie en inondant le compartiment, obligeant McBride et Collins à regagner leur sous-marin sans lui. Collins passe ensuite des examens et découvre qu'elle est enceinte.
L'équipage restant tente ensuite d'abandonner la base Deep Star, mais la plateforme de missiles doit d'abord être sécurisée. Sans Laidlaw, le technicien Snyder est désormais obligé d'interpréter le protocole inconnu. Lorsque l'ordinateur lui demande d'en expliquer la raison, Snyder signale une « agression » (due à la créature). L'ordinateur conclut alors qu'une force militaire ennemie attaque et conseille de faire exploser les ogives des missiles. Snyder exécute l'ordre et un explosion nucléaire qui en résulte. Cela crée une onde de choc qui endommage DeepStar Six et notamment le système de refroidissement du réacteur nucléaire de la base. Celle-ci va donc exploser dans plusieurs heures. Le système de survie étant défaillant, les survivants commencent les réparations pour rétablir le courant et la pression nécessaires à la procédure de décompression.
Le copilote Jim Richardson s'aventure dehors dans une combinaison pour effectuer des réparations, mais la créature (semblable à un Arthropode) le poursuit, ce qui amène Scarpelli à conclure qu'elle est attirée par la lumière. L'équipage récupère la combinaison de Richardson et le transporte à travers le sas, mais le monstre se fraye un chemin à l'intérieur et le coupe en deux. L'équipe se retire alors que le monstre consomme Scarpelli, paniquée. Armés de fusils de chasse et de harpons à cartouches explosives, ils s'aventurent à l'intérieur pour terminer les réparations. Ils réussissent, mais le monstre attaque et Van Gelder meurt en reculant accidentellement dans le harpon de Snyder. Ils s'échappent vers le laboratoire médical. Déjà très stressé par l'enfermement, Snyder commence rapidement à se laisser aller à la culpabilité et à la peur. Après une vision de Van Gelder, il saute dans la capsule de sauvetage pour remonter à la surface. Cependant, comme il n'a pas subi de décompression, il meurt.
McBride nage à travers la base inondée jusqu'au mini sous-marin, pour l'utiliser comme moyen d'évasion. Pendant son absence, la créature s'est introduite dans le laboratoire médical où le Dr Diane Norris l'attaque avec un défibrillateur. Mais elle s'électrocute alors que le montre l'attaque. Cela permet cependant à Collins et McBride de s'échapper. Ils parviennent à prendre une capsule avant que l'explosion du réacteur puis de DeepStar Six. Arrivé en surface, le sous-marin déploie un radeau. C'est alors que le monstre émerge et s'en prend à McBride. Ce dernier provoque une fuite de carburant puis tire une fusée éclairante. Joyce assiste à l'explosion, croyant à la mort du futur père de son enfant. McBride refait finalement surface et rejoint Collins, alors qu'ils attendent l'arrivée d'une équipe de secours de la Marine.

## Fiche technique
Sauf indication contraire, les informations mentionnées dans cette section peuvent être confirmées par la base de données cinématographiques IMDb,  présente dans la section « Liens externes ».
- Titre original : DeepStar Six
- Titre francophone : MAL : Mutant aquatique en liberté
- Réalisation : Sean S. Cunningham
- Scénario : Lewis Abernathy et Geof Miller, d'après une histoire de Lewis Abernathy
- Musique : Harry Manfredini
- Directeur artistique : Don Diers et Larry Fulton
- Décors : John Krenz Reinhart Jr.
- Costumes : Amy Endries
- Photographie : Mac Ahlberg
- Montage : David Handman
- Production : Sean S. Cunningham et Patrick Markey

Production déléguée : Mario Kassar et Andrew Vajna
- Société de production : Carolco Pictures
- Sociétés de distribution : TriStar Pictures (États-Unis), Columbia TriStar Films (France)
- Pays de production :  États-Unis
- Langues originales : anglais, russe
- Format : couleur (Metrocolor) – 35 mm – 2,35:1 – Dolby
- Genre : science-fiction, horreur, thriller
- Durée : 99 minutes
- Dates de sortie : 
  - États-Unis : 13 janvier 1989
  - France : 31 mai 1989

## Distribution
- Taurean Blacque (VF : Med Hondo) : le capitaine Phillip Laidlaw
- Nancy Everhard (en) (VF : Véronique Augereau) : Joyce Collins
- Greg Evigan (VF : Bernard Lanneau) : McBride
- Miguel Ferrer (VF : Mario Santini) : Snyder
- Nia Peeples (VF : Micky Sébastian) : Scarpelli
- Matt McCoy (en) (VF : Chris Benard) : James « Jim » Richardson
- Cindy Pickett (en) (VF : Tania Torrens) : Dr Diane Norris
- Marius Weyers (VF : André Falcon) : Dr John Van Gelder
- Elya Baskin (VF : Michel Derain) : Burciaga
- Thom Bray (VF : Philippe Peythieu) : John « Johnny » Hodges
- Ronn Carroll (VF : Jacques Ferrière) : Osborne
- Chris Walas

## Production
À l’origine, Robert Harmon devait réaliser le film. Il sera finalement remplacé par Sean S. Cunningham,.
Le tournage a lieu notamment à Los Angeles ainsi qu'à Malte. La créature est initialement développée par Chris Walas avant de quitte le film. Mark Shostrom modifiera la créature pendant le tournage,.

## Sortie et accueil
Le magazine Variety parle d'une intrigue « diluée par l'invraisemblance » en raison de l'apparence du monstre plus irréaliste que menaçante, critiquant également le manque de personnages centraux. Janet Maslin du New York Times critique l'aspect prévisible du film, ainsi que les dialogues et un manque de suspense.
En France, le film n'attire que 108 609 spectateurs en salles. Aux États-Unis, il totalise 8 143 225 $ au box-office

## Commentaire
L'année 1989 est marquée par la sortie aux Etats-Unis de plusieurs films de monstres et/ou créatures aquatiques. MAL : Mutant aquatique en liberté sort ainsi en janvier 1989, suivi notamment de Leviathan de George Cosmatos en mars, Lords of the Deep de Roger Corman en avril et enfin Abyss de James Cameron en août.